# Sugiura heternema
Sugiura heternema är en nässeldjursart som beskrevs av Xu och Huang 2004. Sugiura heternema ingår i släktet Sugiura och familjen Sugiuridae. Inga underarter finns listade i Catalogue of Life.